# Чімахі

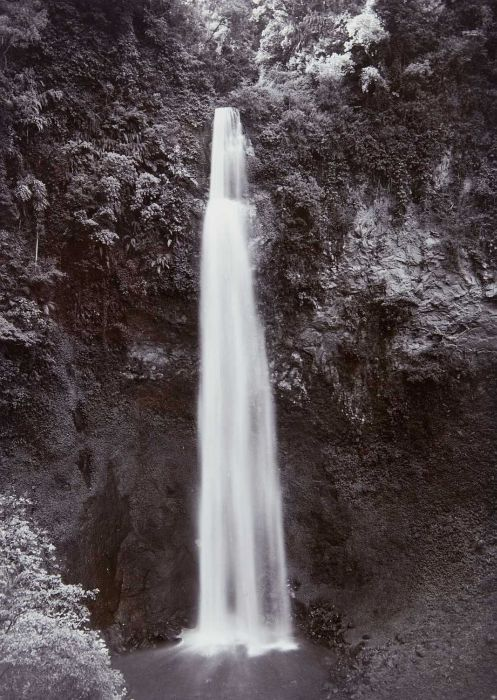
Водоспад

Чімахі (індонез. Cimahi) — місто в індонезійській провінції Західна Ява. Входить до міської агломерації Бандунга і фактично є його передмістям. Основа економіки міста — підприємства текстильної промисловості, а також кілька військових освітніх закладів. Під час Другої світової війни в Чімахі знаходився японський табір для військовополонених.

## Географія
Чімахі, як і Бандунг, знаходиться на плато висотою близько 750 метрів, що оточене вулканами Північної і Південної Яви. Схід міста знаходиться на висоті 645 метрів, а на північному заході Чімахі піднімається до 950 метрів. Клімат вологий тропічний, проте через гори суттєво прохолодніший, ніж в Джакарті.

### Клімат
Місто знаходиться у зоні, котра характеризується вологим тропічним кліматом. Найтепліший місяць — квітень із середньою температурою 23.6 °C (74.5 °F). Найхолодніший місяць — липень, із середньою температурою 22.6 °С (72.7 °F).
| Клімат Чімахі           | Клімат Чімахі | Клімат Чімахі | Клімат Чімахі | Клімат Чімахі | Клімат Чімахі | Клімат Чімахі | Клімат Чімахі | Клімат Чімахі | Клімат Чімахі | Клімат Чімахі | Клімат Чімахі | Клімат Чімахі | Клімат Чімахі |
| Показник                | Січ.          | Лют.          | Бер.          | Квіт.         | Трав.         | Черв.         | Лип.          | Серп.         | Вер.          | Жовт.         | Лист.         | Груд.         | Рік           |
| Середня температура, °C | 23            | 23,3          | 23,4          | 23,6          | 23,5          | 23            | 22,6          | 23            | 23,1          | 23,5          | 23,6          | 23,3          | 23,2          |
| Норма опадів, мм        | 253.1         | 215.5         | 266.3         | 284.7         | 208.5         | 80.7          | 70.1          | 57            | 103.7         | 196.1         | 282.8         | 306.3         | 2324.8        |
| Днів з опадами          | 18,6          | 16            | 17,3          | 16,7          | 14,7          | 12,5          | 9,6           | 9,3           | 9,5           | 12,7          | 17,7          | 19,3          | 173,9         |
| Вологість повітря, %    | 83.6          | 82.4          | 82.9          | 83.1          | 82.2          | 78.6          | 76.2          | 73.8          | 74.3          | 76.1          | 80.6          | 81.7          | 79.6          |
| ----------------------- | ------------- | ------------- | ------------- | ------------- | ------------- | ------------- | ------------- | ------------- | ------------- | ------------- | ------------- | ------------- | ------------- |
| Джерело: Weatherbase    |               |               |               |               |               |               |               |               |               |               |               |               |               |

## Історія
В Нідерландській Ост-Індії в Чімахі знаходилась одна з найважливіших військових баз. В районі міста Леувігаджа збереглося військове кладовище, котре підтримується в гарному стані.